# Епархия Фонтибона
Епархия Фонтибона (лат. Dioecesis Fontibonensis) — епархия Римско-Католической церкви с центром в городе Фонтибон, Колумбия. Епархия Фонтибона входит в митрополию Боготы. Кафедральным собором епархии Фонтибона является церковь святого Иакова.

## История
6 августа 2003 года Римский папа Иоанн Павел II выпустил буллу «Suam eminet», которой учредил епархию Фонтибона, выделив её из архиепархии Боготы.

## Ординарии епархии
- епископ Enrique Sarmiento Angulo (6.08.2003 — 25.11.2011);
- епископ Juan Vicente Córdoba Villota, S.J. (25.11.2011 — по настоящее время).

## Источник
- Annuario Pontificio, Libreria Editrice Vaticana, Città del Vaticano, 2003, ISBN 88-209-7422-3
- Булла Suam eminet  (лат.)